# Ajuntament de Crespià
L'Ajuntament de Crespià és una obra de Crespià (Pla de l'Estany) inclosa a l'Inventari del Patrimoni Arquitectònic de Catalunya.

## Descripció
És un edifici de planta quadrangular desenvolupat en planta baixa i pis. Les parets portants són de maçoneria, amb carreus a les cantonades de l'angle nord-est, on hi ha la part més antiga de l'edifici. La coberta és de teula àrab a dues vessants. L'accés des del carrer Major es realitza per l'antiga capella de l'hospital, amb una porta dovellada en forma d'arc de mig punt.

### Capella de santa Llúcia
Petita sala de planta quadrada i coberta amb volta de quatre punts, amb nervadures de pedra motllurada, que s'uneixen a la part central amb un medalló de pedra. Les parets són de maçoneria i la volta és enguixada. L'accés des del carrer presenta una petita porta amb dovelles de pedra en forma d'arc de mig punt i dues finestres laterals emmarcades per carreus. La sala es troba emplaçada a l'angle nord-est de l'edifici de l'antic hospital de Crespià.

## Història
De l'antic hospital queda una bonica sala gòtica, la Capella de Santa Llúcia i una modesta espadanya de rajol al capdamunt de la façana. La resta de l'edifici forma part de l'Ajuntament, dispensari i casal del poble. L'hospital ja existia l'any 1208 segons es dedueix del llevador fet el 1703. El 18 d'agost de 1845 arrenda a l'Ajuntament una habitació pel mestre del poble. En la segona meitat del segle xviii es feren diverses obres a l'edifici. Per manament del bisbe Tomàs de Lorenzana (1780) s'estableix que els administradors siguin el rector, un pagès i un menestral i que la durada del càrrec no sobrepassi els dos anys (1825). El 20 de maig de 1855 l'hospital de Crespià és afectat per la desamortització.